# Tjernjakhovsk
Tjernahovsk (russisk: Черняхо́вск; tr. Tjernahóvsk) var til 1946 kendt som Insterburg (tysk: Insterburg; polsk: Wystruć; litauisk: Įsrutis) er en by i Rusland. Byen ligger i Kaliningrad oblast, der er en russisk eksklave ved Østersøen mellem Polen og Litauen.
Tjernahovsk ligger midt i Kaliningrad oblast ca. 90 kilometer øst for byen Kaliningrad, hvor floderne Angrapa og Instrutj løber sammen til floden Pregolja. Byen har 35.705 (2023) indbyggere. Den blev nævnt første gang i 1336 .